# Kurier für Niederbayern
O Kurier für Niederbayern foi um diário da Baixa Baviera que se auto-descreveu como um "jornal para a política nacional e social". Mais tarde, foi editado por Heinrich Himmler, que o descreveu como um "jornal popular". Himmler foi selecionado para o papel editorial por Gregor Strasser, um membro do Movimento Nacional-Socialista da Liberdade "völkisch".
Foi um dos jornais que publicou artigos de ataque contra os Redentoristas, uma ordem que havia sido proibida na Alemanha por uma extensão da Lei dos Jesuítas em 1873. Sob o controlo de Himmler, tornou-se um jornal de propaganda antissemita.